# NGC 6516
NGC 6516 é uma galáxia espiral (S) localizada na direcção da constelação de Draco. Possui uma declinação de +62° 40' 10" e uma ascensão recta de 17 horas, 55 minutos e 16,6 segundos.
A galáxia NGC 6516 foi descoberta em 27 de Outubro de 1861 por Heinrich Louis d'Arrest.